# Diplusodon bahiensis
Diplusodon bahiensis är en fackelblomsväxtart som beskrevs av T.B.Cavalc.. Diplusodon bahiensis ingår i släktet Diplusodon och familjen fackelblomsväxter. Inga underarter finns listade i Catalogue of Life.